# Theridion zhaoi
Theridion zhaoi là một loài nhện trong họ Theridiidae.
Loài này thuộc chi Theridion. Theridion zhaoi được Chuandian Zhu miêu tả năm 1998.